# トリエステ湾
トリエステ湾（英語: Gulf of Trieste）は、アドリア海の最奥部に位置する湾。ヴェネツィア湾の一部で、イストリア半島北側の海域である。イタリア、スロヴェニア、クロアチアの各国に囲まれている。なお、この海域は地中海の最北部にあたる。

## 名称
関係の深い各言語では以下のように呼ばれる。
- イタリア語: Golfo di Trieste
- ヴェネト語:Golfo de Trieste
- スロベニア語: Tržaški zaliv
- クロアチア語: Tršćanski zaljev
- ドイツ語: Golf von Triest

## 地理

### 範囲
タリアメント川河口付近（イタリア、リニャーノ・サッビアドーロ）と、イストリア半島北西端（クロアチア、サヴドリア）を結ぶ線の内側がトリエステ湾とされ、面積はおおよそ550km2。
グラード潟 (it:Laguna di Grado) の入り口をふさぐ平坦な小島の例外を除いて、湾内に島はない。東部海岸にはトリエステとスロベニア海岸があり、この付近は岩肌で起伏が大きい。

### 下位の海域
- ピラン湾

### 主要な流入河川
- タリアメント川
- イゾンツォ川 （スロベニア語名: ソチャ川）

## 海洋
水深は浅く、平均深度は16m、最大深度が37mである。
この海は現在では海水の流れが反時計回りである。平均流速は0.8ノットで、流れはアドリア海でも最も大きいが、それでも通常秒速60cmを超えない。平均的な塩分濃度は37‰から38‰で、夏は流れ込む水量が増えて35‰に落ちる。

## 沿岸
沿岸の主要な都市としては以下がある。
| イタリア - フリウリ＝ヴェネツィア・ジュリア州 - ゴリツィア県 - モンファルコーネ - トリエステ県 - ドゥイーノ - トリエステ - ムッジャ | スロベニア - プリモルスカ地方 - コペル - イゾラ - ピラン |

スロベニア共和国の海岸はすべてこの湾に面しており、その総延長は46.6kmである。沿岸都市は東から順にコペル、イゾラ、ピランである。
ピランの街の前面にある入江（ピラン湾）とその沖合の海について、スロベニアとクロアチアの間に領海を巡る争いがある。